# روزالی اولیوه‌کرونا
روزالی اولیوه‌کرونا (انگلیسی: Rosalie Olivecrona; ۹ دسامبر ۱۸۲۳ – ۴ ژوئن ۱۸۹۸) نویسنده، و سردبیر روزنامه اهل سوئد بود.

## زندگی‌نامه
روزالی اولریکا روز در خانواده‌ای ثروتمند به دنیا آمد. او در استکهلم رشد کرد و از نخستین دانش‌آموزان دبیرستان دخترانهٔ والینسکا در استکهلم بود؛ یکی از کهن‌ترین مدارس دخترانهٔ سوئد که بنیان آن به سال ۱۸۳۱ بازمی‌گردد. خانوادهٔ او در سال ۱۸۳۹ به عمارت «شوگریس» در دامنهٔ فلات کوهستانی موسه‌برگ در ناحیهٔ وستریوتلاند نقل مکان کردند.
یکی از دوستان نزدیک روزالی به نام هولدا هار، آموزگاری در مدرسه‌ای دخترانه در شهر «لایمستون» واقع در نزدیکی چارلستون در ایالت کارولینای جنوبی ایالات متحده آمریکا بود. هار به روزالی پیشنهاد داد که به‌عنوان معلم در آن مدرسه مشغول به کار شود. روزالی در سال ۱۸۵۱ به ایالات متحده سفر کرد و چهار سال در آنجا اقامت داشت. در ابتدا، او معلم زبان فرانسوی در مدرسه‌ای در لایمستون بود، اما بعدها به‌عنوان آموزگار خصوصی در مزرعه‌ای کار می‌کرد که دو تن از شاگردانش، الیزا و انی پرونُو، در آن زندگی می‌کردند.
او در آینده گزارشی از تجربهٔ اقامتش در ایالات متحده و جامعهٔ جنوب آمریکا نوشت. گرچه خودش مستقیماً شاهد سوءرفتار با بردگان نبود، اما برده‌داری را «نفرت‌انگیز و متضاد با طبیعت انسانی» توصیف کرد و بر این باور بود که لغو آن اجتناب‌ناپذیر است، گرچه با مقاومت‌های شدیدی روبه‌رو خواهد شد. روزالی در سال ۱۸۵۵ به سوئد بازگشت.
در سال ۱۸۵۹، به همراه دوست نزدیکش سوفی آدلرشپار و با پشتیبانی مالی فردریکا لیم‌نل، نشریهٔ تیدسکریفت فر هِمِت («نشریه‌ای برای خانه») را بنیان گذاشت. این نشریهٔ فمینیستی با تمرکز بر حقوق زنان، به‌ویژه حق دسترسی به آموزش عالی و اشتغال، منتشر می‌شد. روزالی و سوفی بسیاری از مقالات این نشریه را خودشان می‌نوشتند. این نشریه بین سال‌های ۱۸۵۹ تا ۱۸۸۵ در استکهلم منتشر شد.
در سال ۱۸۶۱، روزالی و آدلرشپار سفری پژوهشی به کشورهای آلمان، فرانسه، انگلستان، اسکاتلند و ایرلند انجام دادند تا وضعیت جنبش‌های فمینیستی در این کشورها را بررسی کنند. آنان در گزارش خود اشاره کردند که این جنبش در آلمان و فرانسه نسبت به بریتانیا کمتر شناخته‌شده است.
در سال ۱۸۶۴، روزالی با همکاری آدلرشپار، سرتیپ رودبک و دکتر لمشن، در تأسیس صلیب سرخ سوئد (Svenska Röda Korset) مشارکت داشت.

## زندگی شخصی
در سال ۱۸۵۷، روزالی با کنوت اولیوه‌کرونا (۱۸۱۷–۱۹۰۵) ازدواج کرد؛ مردی بیوه که وکیل، سیاستمدار و استاد دانشگاه بود. کنوت استاد حقوق در دانشگاه اوپسالا از ۱۸۵۲ تا ۱۸۶۷ و رئیس این دانشگاه از ۱۸۶۱ تا ۱۸۶۲ بود. او همچنین از ۱۸۶۸ تا ۱۸۸۹ قاضی دیوان عالی سوئد بود و از سال ۱۹۰۲ عضویت دیوان بین‌المللی دادگستری در لاهه را نیز برعهده داشت.
پس از ازدواج، روزالی به شهر اوپسالا نقل مکان کرد و ناپدری چهار فرزند همسرش شد: یک پسر و سه دختر. این ازدواج همچنین صاحب یک دختر و یک پسر مشترک شد.